# Mistrzostwa Świata w Wioślarstwie 2009 – jedynka wagi lekkiej mężczyzn
Jedynka wagi lekkiej mężczyzn (LM1x) – konkurencja rozgrywana podczas Mistrzostw Świata w Wioślarstwie 2009 w Poznaniu między 23 a 30 sierpnia na Torze Regatowym Malta.

## Harmonogram konkurencji
Wszystkie godziny w czasie letnim (UTC+2)
| Godzina                     | Wydarzenie  | Runda         |
| --------------------------- | ----------- | ------------- |
| Niedziela, 23 sierpnia 2009 | 10:18-10:42 | Eliminacje    |
| Wtorek, 25 sierpnia 2009    | 11:12-11:24 | Repasaże      |
| Środa, 26 sierpnia 2009     | 11:24-11:36 | Półfinały C/D |
| Czwartek, 27 sierpnia 2009  | 15:09-15:26 | Półfinały A/B |
| Piątek, 28 sierpnia 2009    | 13:49-14:05 | Finał D       |
| Piątek, 28 sierpnia 2009    | 11:18-11:24 | Finał C       |
| Sobota, 29 sierpnia 2009    | 14:36-14:42 | Finał B       |
| Niedziela, 30 sierpnia 2009 | 10:18-10:33 | Finał A       |

## Medaliści
| Złoto        | Srebro            | Brąz           |
| Duncan Grant | Wasilis Polimeros | Mads Rasmussen |

## Wyniki

### Eliminacje
Reguła kwalifikacji: 1 → PA/B, 2.. → R

#### Eliminacje 1
| Miejsce | Zawodnik           | Kraj            | Czas    | Uwagi |
| ------- | ------------------ | --------------- | ------- | ----- |
| 1       | Jaap Schouten      | Holandia        | 7:06,72 | PA/B  |
| 2       | Adam Freeman-Pask  | Wielka Brytania | 7:13,14 | R     |
| 3       | Fabrizio Gabriele  | Włochy          | 7:14,10 | R     |
| 4       | Ołeksandr Serdiuk  | Ukraina         | 7:23,30 | R     |
| 5       | Matti Jääskeläinen | Finlandia       | 7:27,66 | R     |
| 6       | Jebur Al-Hilfi     | Irak            | 7:31,31 | R     |

#### Eliminacje 2
| Miejsce | Zawodnik            | Kraj              | Czas    | Uwagi |
| ------- | ------------------- | ----------------- | ------- | ----- |
| 1       | Mads Rasmussen      | Dania             | 7:10,72 | PA/B  |
| 2       | Tamás Varga         | Węgry             | 7:14,99 | R     |
| 3       | Frederic Hanselmann | Szwajcaria        | 7:15,70 | R     |
| 4       | Lawrence Ndlovu     | Południowa Afryka | 7:15,89 | R     |
| 5       | Cody Lowry          | Stany Zjednoczone | 7:19,85 | R     |
| 6       | Ingo Voigt          | Niemcy            | 7:24,76 | R     |

#### Eliminacje 3
| Miejsce | Zawodnik               | Kraj      | Czas    | Uwagi |
| ------- | ---------------------- | --------- | ------- | ----- |
| 1       | Wasilis Polimeros      | Grecja    | 7:08,26 | PA/B  |
| 2       | Daisaku Takeda         | Japonia   | 7:13,28 | R     |
| 3       | Lukáš Babač            | Słowacja  | 7:17,19 | R     |
| 4       | Jesús Álvarez González | Hiszpania | 7:18,37 | R     |
| 5       | Bartłomiej Leśniak     | Polska    | 7:20,23 | R     |
| 6       | Ailson Silva           | Brazylia  | 7:28,29 | R     |

#### Eliminacje 4
| Miejsce | Zawodnik              | Kraj          | Czas    | Uwagi |
| ------- | --------------------- | ------------- | ------- | ----- |
| 1       | Duncan Grant          | Nowa Zelandia | 7:05,72 | PA/B  |
| 2       | Felipe Leal Atero     | Chile         | 7:14,90 | R     |
| 3       | Mohsen Shadi Naghadeh | Iran          | 7:19,91 | R     |
| 4       | So Sau Wah            | Hongkong      | 7:25,78 | R     |
| 5       | Chand Singh           | Indie         | 7:33,03 | R     |
| 6       | Artyom Kudryashov     | Uzbekistan    | 7:38,76 | R     |

### Repasaże
Reguła kwalifikacji: 1-2 → PA/B, 3... → PC/D

#### Repasaże 1
| Miejsce | Zawodnik           | Kraj              | Czas    | Uwagi |
| ------- | ------------------ | ----------------- | ------- | ----- |
| 1       | Lawrence Ndlovu    | Południowa Afryka | 7:33,47 | PA/B  |
| 2       | Felipe Leal Atero  | Chile             | 7:34,72 | PA/B  |
| 3       | Lukáš Babač        | Słowacja          | 7:47,86 | PC/D  |
| 4       | Artyom Kudryashov  | Uzbekistan        | 7:58,64 | PC/D  |
| 5       | Matti Jääskeläinen | Finlandia         | 8:06,96 | PC/D  |

#### Repasaże 2
| Miejsce | Zawodnik            | Kraj       | Czas    | Uwagi |
| ------- | ------------------- | ---------- | ------- | ----- |
| 1       | Daisaku Takeda      | Japonia    | 7:36,14 | PA/B  |
| 2       | Ailson Silva        | Brazylia   | 7:40,00 | PA/B  |
| 3       | Ołeksandr Serdiuk   | Ukraina    | 7:47,27 | PC/D  |
| 4       | Frederic Hanselmann | Szwajcaria | 7:55,97 | PC/D  |
| 5       | Chand Singh         | Indie      | 8:02,28 | PC/D  |

#### Repasaże 3
| Miejsce | Zawodnik           | Kraj     | Czas    | Uwagi |
| ------- | ------------------ | -------- | ------- | ----- |
| 1       | Tamás Varga        | Węgry    | 7:40,58 | PA/B  |
| 2       | Fabrizio Gabriele  | Włochy   | 7:42,48 | PA/B  |
| 3       | Bartłomiej Leśniak | Polska   | 7:45,79 | PC/D  |
| 4       | Ingo Voigt         | Niemcy   | 7:52,75 | PC/D  |
| 5       | So Sau Wah         | Hongkong | 7:58,47 | PC/D  |

#### Repasaże 4
| Miejsce | Zawodnik               | Kraj              | Czas    | Uwagi |
| ------- | ---------------------- | ----------------- | ------- | ----- |
| 1       | Mohsen Shadi Naghadeh  | Iran              | 7:34,17 | PA/B  |
| 2       | Adam Freeman-Pask      | Wielka Brytania   | 7:36,23 | PA/B  |
| 3       | Cody Lowry             | Stany Zjednoczone | 7:39,42 | PC/D  |
| 4       | Jesús Álvarez González | Hiszpania         | 7:46,97 | PC/D  |
| 5       | Jebur Al-Hilfi         | Irak              | 7:54,26 | PC/D  |

### Półfinały C/D
Reguła kwalifikacji: 1-3 → FC, 4... → FD

#### Półfinały C/D 1
| Miejsce | Zawodnik            | Kraj              | Czas    | Uwagi |
| ------- | ------------------- | ----------------- | ------- | ----- |
| 1       | Lukáš Babač         | Słowacja          | 7:00,69 | FC    |
| 2       | Ingo Voigt          | Niemcy            | 7:03,44 | FC    |
| 3       | Cody Lowry          | Stany Zjednoczone | 7:04,21 | FC    |
| 4       | Frederic Hanselmann | Szwajcaria        | 7:09,38 | FD    |
| 5       | Matti Jääskeläinen  | Finlandia         | 7:15,02 | FD    |
| 6       | Jebur Al-Hilfi      | Irak              | 7:15,10 | FD    |

#### Półfinały C/D 2
| Miejsce | Zawodnik               | Kraj       | Czas    | Uwagi |
| ------- | ---------------------- | ---------- | ------- | ----- |
| 1       | Bartłomiej Leśniak     | Polska     | 7:03,66 | FC    |
| 2       | So Sau Wah             | Hongkong   | 7:03,79 | FC    |
| 3       | Jesús Álvarez González | Hiszpania  | 7:04,03 | FC    |
| 4       | Ołeksandr Serdiuk      | Ukraina    | 7:11,24 | FD    |
| 5       | Artyom Kudryashov      | Uzbekistan | 7:14,51 | FD    |
| 6       | Chand Singh            | Indie      | 7:19,41 | FD    |

### Półfinały A/B
Reguła kwalifikacji: 1-3 → FA, 4... → FB

#### Półfinały A/B 1
| Miejsce | Zawodnik              | Kraj     | Czas    | Uwagi |
| ------- | --------------------- | -------- | ------- | ----- |
| 1       | Mads Rasmussen        | Dania    | 7:18,97 | FA    |
| 2       | Tamás Varga           | Węgry    | 7:22,18 | FA    |
| 3       | Ailson Silva          | Brazylia | 7:24,35 | FA    |
| 4       | Mohsen Shadi Naghadeh | Iran     | 7:24,44 | FB    |
| 5       | Jaap Schouten         | Holandia | 7:33,10 | FB    |
| 6       | Felipe Leal Atero     | Chile    | 7:36,77 | FB    |

#### Półfinały A/B 2
| Miejsce | Zawodnik          | Kraj              | Czas    | Uwagi |
| ------- | ----------------- | ----------------- | ------- | ----- |
| 1       | Wasilis Polimeros | Grecja            | 7:23,12 | FA    |
| 2       | Daisaku Takeda    | Japonia           | 7:25,07 | FA    |
| 3       | Duncan Grant      | Nowa Zelandia     | 7:27,05 | FA    |
| 4       | Lawrence Ndlovu   | Południowa Afryka | 7:34,61 | FB    |
| 5       | Fabrizio Gabriele | Włochy            | 7:35,60 | FB    |
| 6       | Adam Freeman-Pask | Wielka Brytania   | 7:40,02 | FB    |

### Finał D
| Miejsce | Zawodnik            | Kraj       | Czas    | Uwagi |
| ------- | ------------------- | ---------- | ------- | ----- |
| 1       | Frederic Hanselmann | Szwajcaria | 7:23,90 |       |
| 2       | Ołeksandr Serdiuk   | Ukraina    | 7:24,54 |       |
| 3       | Artyom Kudryashov   | Uzbekistan | 7:30,84 |       |
| 4       | Matti Jääskeläinen  | Finlandia  | 7:31,42 |       |
| 5       | Chand Singh         | Indie      | 7:37,21 |       |
| 6       | Jebur Al-Hilfi      | Irak       | 9:13,54 |       |

### Finał C
| Miejsce | Zawodnik               | Kraj              | Czas    | Uwagi |
| ------- | ---------------------- | ----------------- | ------- | ----- |
| 1       | Lukáš Babač            | Słowacja          | 7:52,24 |       |
| 2       | Cody Lowry             | Stany Zjednoczone | 7:54,98 |       |
| 3       | Jesús Álvarez González | Hiszpania         | 7:58,87 |       |
| 4       | Bartłomiej Leśniak     | Polska            | 8:02,57 |       |
| 5       | So Sau Wah             | Hongkong          | 8:05,63 |       |
| 6       | Ingo Voigt             | Niemcy            | 8:11,27 |       |

### Finał B
| Miejsce | Zawodnik              | Kraj              | Czas    | Uwagi |
| ------- | --------------------- | ----------------- | ------- | ----- |
| 1       | Jaap Schouten         | Holandia          | 6:57,02 |       |
| 2       | Adam Freeman-Pask     | Wielka Brytania   | 7:04,25 |       |
| 3       | Lawrence Ndlovu       | Południowa Afryka | 7:04,94 |       |
| 4       | Fabrizio Gabriele     | Włochy            | 7:05,39 |       |
| 5       | Felipe Leal Atero     | Chile             | 7:08,95 |       |
| 6       | Mohsen Shadi Naghadeh | Iran              | 7:16,57 |       |

### Finał A
| Miejsce | Zawodnik          | Kraj          | Czas    | Uwagi |
| ------- | ----------------- | ------------- | ------- | ----- |
|         | Duncan Grant      | Nowa Zelandia | 6:50,78 |       |
|         | Wasilis Polimeros | Grecja        | 6:52,33 |       |
|         | Mads Rasmussen    | Dania         | 6:56,25 |       |
| 4       | Daisaku Takeda    | Japonia       | 6:59,25 |       |
| 5       | Tamás Varga       | Węgry         | 7:01,85 |       |
| 6       | Ailson Silva      | Brazylia      | 7:03,67 |       |